# رضا اللوز
رضا اللوز (مواليد 27 أبريل 1953) هو لاعب كرة قدم. يلعب مع منتخب تونس لكرة القدم. سبق له أن لعب في كأس العالم لكرة القدم مع منتخب بلاده.

## روابط خارجية
- رضا اللوز على موقع الاتحاد الدولي (مؤرشف)  (الإنجليزية)
- رضا اللوز على موقع ناشيونال فوتبول تيمز (الإنجليزية)
- رضا اللوز على موقع عالم كرة القدم.نت (الإنجليزية)